# Sessions 2000
Sessions 2000  — одиннадцатый студийный альбом музыканта Jean Michel Jarre, выпущенный в 2002 (в США в начале 2003 года), звукозаписывающим лейблом Disques Dreyfus и распространяется Sony Music.
Альбом записан в таких жанрах, как эмбиент, лаунж, чиллаут и джаз, с использованием импровизацией джем-сейшен вместе с Francis Rimbert. После Métamorphoses начала 2000-х годов, Жарр с этим альбомом несколько вернулся к своему обычному формату, состоящий из шести преимущественно длинных, инструментальных композиций (например как в Oxygene), хотя на этот раз есть короткие паузы между треками, а названия каждого треков соответствует числу и месяцу года (предположительно в 2000 года, исходя из названия альбома), вместо того, чтобы называть треки как «parts» (части). Были в значительной степени использованы некоторые синтезаторные рабочие станции, в первую очередь Korg Triton и Roland XP-80. Некоторые из звуков в этом альбоме были ранее в Interior Music выпущенном в 2001 году.

## Список композиций
1. «January 24» — 5:57
2. «March 23» — 8:02[1]
3. «May 1» — 4:49
4. «June 21» — 6:18
5. «September 14» — 9:30
6. «December 17» — 8:11